# Karmasutra
Karmasutra este un film românesc din 2016 regizat de Cristian Bota. Rolurile principale au fost interpretate de actorii Ilona Brezoianu, Emilian Marnea, Cristian Bota.

## Distribuție
Distribuția filmului este alcătuită din:
- Cristian Bota — Paul
- Ilona Brezoianu — Lulu
- Loredana Ciobotaru — Lori
- Diana Bota — Mădălina
- Emilian Marnea — Edi